# Attock Fort

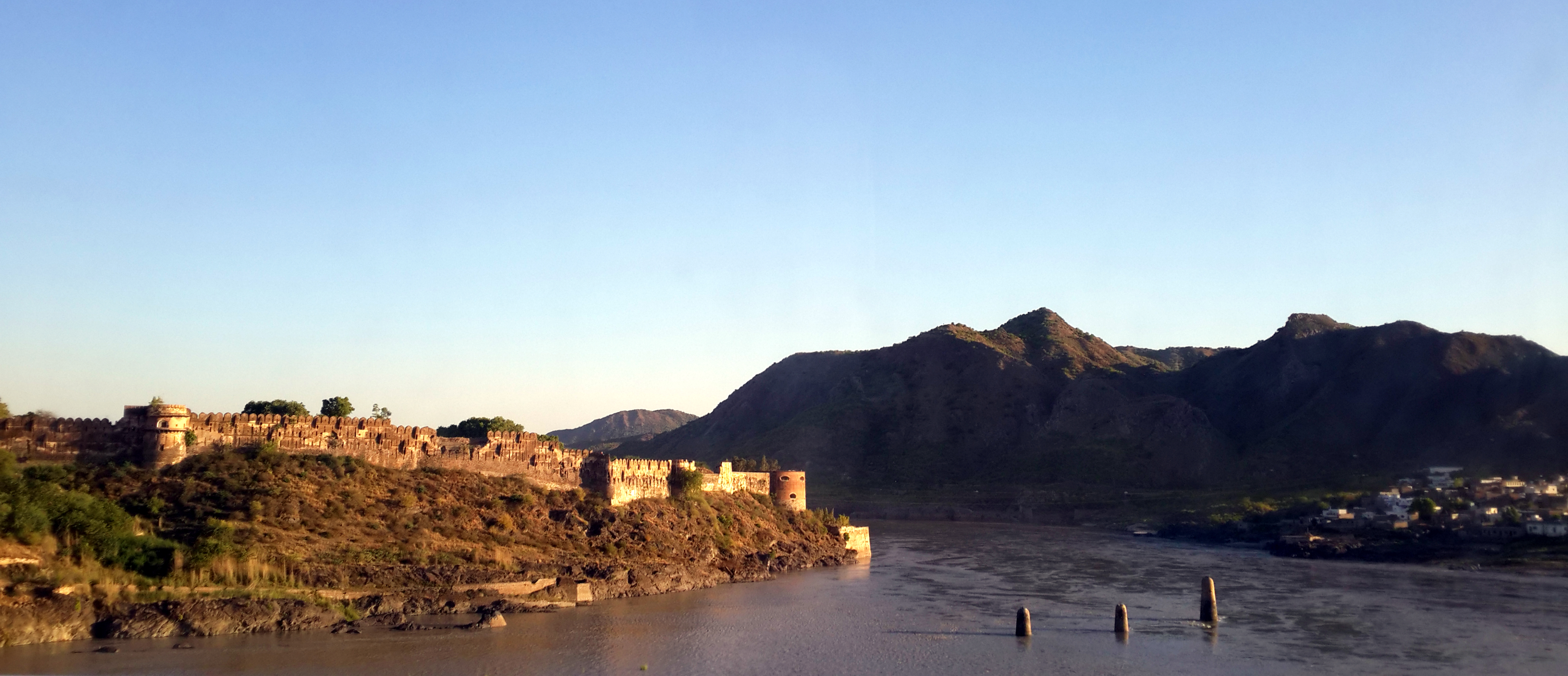
Attock Fort in der Abendsonne

Attock Fort ist eine ehemalige Festung im Norden der Provinz Punjab des heutigen Pakistan. Sie steht auf einem Felsrücken oberhalb des östlichen, linken Ufers des Indus gegenüber der Mündung des Kabul. Von dort aus dominierte sie den Flussübergang über den Indus, der seit alters her von der Fernstraße benutzt wurde, die Kabul in Afghanistan über den Khyber-Pass mit der indischen Tiefebene und schließlich mit Kalkutta und dem natürlichen Hafen von Chittagong verbindet. Die Fernverbindung wurde von den Briten später Grand Trunk Road genannt, ein Name, der auch heute noch verwendet wird, z. B. für den Abschnitt der Nationalstraße N-5, die unweit des früheren Flussübergangs den Indus auf zwei modernen Brücken überquert.
Der Flussübergang wurde schon von Alexander dem Großen bei seinem Alexanderfeldzug benutzt ebenso wie später von Babur, dem Begründer des Mogulreiches, oder den Briten der Britischen Ostindien-Kompanie und des nachfolgenden Britisch-Indiens.
Das Attock Fort wurde im 16. Jahrhundert von Großmogul Akbar I. angelegt, um den Flussübergang zu bewachen. 1813 fiel es in der Schlacht von Attock zwischen dem Durrani-Reich und dem Reich der Sikh an letztere, bis es 1849 infolge des Zweiten Sikh-Krieges in den Machtbereich der Britischen Ostindien-Kompanie kam.
Das Attock Fort steht unter Denkmalschutz.

## Attock
Entsprechend dem örtlichen Gebrauch nannten die Briten den Ort, der sich im Lauf der Zeit nahe der Festung gebildet hatte, Attock. Dieser Name diente aber auch als allgemeine geographische Bezeichnung, die den Ort, die Festung und den Flussübergang umfasste und eher die strategische Bedeutung der Örtlichkeit insgesamt beschrieb.
Die Briten hatten nach dem Bau der Eisenbahn und der Attock Bridge in den 1880er Jahren rund 20 km weiter südwestlich einen Ort Campbellpur gegründet. Nach der Unabhängigkeit Pakistans 1947 wurde der Name Campbellpur in Attock geändert, heute die Hauptstadt des gleichnamigen Distrikts mit weit mehr als 100.000 Einwohnern. Zur Unterscheidung wurde der Ort bei der Festung in Attock Kurd (Kleines Attock) umbenannt.